# Glère
Glère település Franciaországban, Doubs megyében. Lakosainak száma 180 fő (2022. január 1.). Glère Haute-Ajoie, Montancy, Vaufrey, Burnevillers és Indevillers községekkel határos.

## Népesség
A település népességének változása:
| Lakosok száma | 110  | 181  | 187  | 205  | 218  | 223  | 225  | 201  | 189  | 180  |
|               | 1968 | 1982 | 1990 | 2006 | 2013 | 2015 | 2017 | 2019 | 2020 | 2022 |